# Arvo Valton

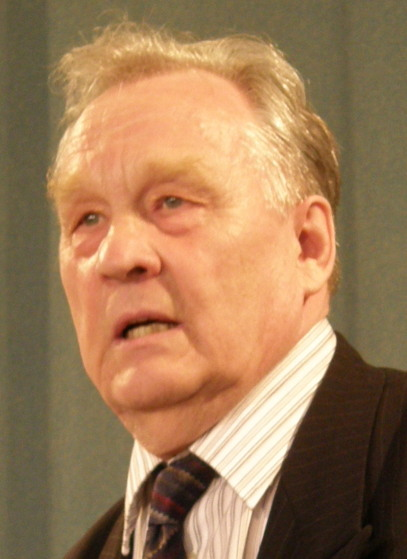
Arvo Valton

Arvo Valton, pseudoniem van Arvo Vallikivi (Märjamaa, 14 december 1935 – 26 juli 2024) was een Estische schrijver.

## Leven
Arvo Valton zat enkele jaren in zijn geboorteplaats Märjamaa op school. In 1949 werd hij naar Siberië verbannen. In 1954 kon hij naar Estland terugkeren, waar hij een opleiding tot mijningenieur volgde aan de Technische Universiteit van Tallinn. Na zijn studie werkte hij enige jaren als ingenieur.
Valton leefde als zelfstandige schrijver in Zuid-Estland. Later woonde hij in Tallinn en werkte bij een filmstudio. Naast een actieve schrijver was hij sinds 1988 ook betrokken bij de politiek en was hij van 1992 tot 1995 parlementslid. Sinds 1996 was hij voorzitter van de Associatie van Finoegrische Literaturen.

## Werk
In 1963 verscheen Valtons debuut Veider soov (De vreemde wens, 1963), een verzameling van 32 verhalen over het alledaagse leven, die met verborgen humor de aandacht trok. In de tweede verzameling Rataste vahel (Tussen de wielen, 1966), was een lichte neiging tot het groteske te merken die in de tweede helft van de jaren '60 sterker werd.
In 1968 kwamen nog twee verzamelingen uit die heftige debatten uitlokten: Kaheksa jaapanlannat (Acht Japanse vrouwen) en Luikede soo. Karussel (Het moeras van de zwanen. De carrousel). In het zogenaamde existentialismedebat werd Valton ervan beschuldigd een antisovjetschrijfwijze te hanteren, wat vanuit een objectief standpunt ook klopte.
Als scenarioschrijver tekende Valton eind jaren '60 voor de historische avonturenfilm Viimne reliikvia (1969), die legendarisch zou worden.
Het beroemdste verhaal van Arvo Valton is Mustamäe armastus (Liefde in Mustamäe, 1974, in 1978 opgenomen in de gelijknamige bundel), over de liefde tussen een man en een vrouw in het gelijknamige stadsdeel van Tallinn. De man, die net een nieuwe woning in Mustamäe heeft, staat regelmatig voor zijn raam naar buiten te kijken naar het venster tegenover hem. Daar staat een vrouw die precies hetzelfde doet. Ze worden verliefd op elkaar, maar zullen elkaar nooit echt ontmoeten. Wanneer de vrouw plots zwanger raakt, weten ze allebei zeker dat het kind van hen beiden is.
Arvo Valton overleed op 26 juli 2024 op 89-jarige leeftijd.